# Keratella serrulata
Keratella serrulata är en hjuldjursart som först beskrevs av Ehrenberg 1838.  Keratella serrulata ingår i släktet Keratella och familjen Brachionidae. Arten är reproducerande i Sverige. Inga underarter finns listade i Catalogue of Life.